# FUNK FUJIYAMA
「FUNK FUJIYAMA」（ファンク フジヤマ）は米米CLUBの9枚目のシングル。1989年10月21日発売。発売元はCBS/SONY。

## 概要
ソニーが発売したマルチディスクプレーヤーのCMソングに起用された。
歌詞に「ハラキリ」「ゲイシャ」「フジヤマ」等を多用し外国人が見た日本の名産・名物を並べた歌詞とPVのユニークさから話題になった。なお、CMでは「ゲイシャ」「カミカゼ」「ハラキリ」部分は「ニンジャ」「スキヤキ」「テンプラ」に変更されている。
2006年9月20日発売の活動再開記念第三弾シングル「MATA(C)TANA」カップリングにデーブ・スペクター、クリス・ペプラーとコラボレーションでアレンジと歌詞を平成向け（発売当時）に変更した「FUNK FUJIYAMA NOW」を収録。
曲中の石井の台詞は健康器具「スタイリー」のCMでの開発者アジャコシ・フェレンツの台詞と、アメリカン・エキスプレスカードのCMのキャッチフレーズをもじったもの。

## ミュージック・ビデオ
前作「KOME KOME WAR」に続き、同じ部門である「MTV VIDEO MUSIC AWARD INTERNATIONAL AWARD」グランプリを2年連続受賞した。

## 収録曲
- 全曲作詞・作曲：米米CLUB　編曲：萩原健太・米米CLUB

1. FUNK FUJIYAMA
2. GO FUNK

## 収録アルバム
- 5 1/2 (#1、アルバムバージョン)
- DECADE (#1、リミックスバージョン)
- HARVEST SINGLES 1985-1992 (#1、『5 1/2』収録版)
- 米 ～Best of Best～ (#1、『5 1/2』収録版)
- LAST BEST 〜豊作参舞〜 (#1)

## その他
嘉門達夫の「替え唄メドレー」（第1作）には本作の替え唄が収録されている。歌詞には名古屋名物が登場している。